# Faida di Taranto
La faida di Taranto fu una violenta guerra fratricida tra fazioni criminali perpetrata tra il 1989 e il 1991.

## Storia
Antonio Modeo, detto il messicano, insieme ai suoi fratellastri Gianfranco, Riccardo e Claudio fondò un'alleanza criminale nella zona di Taranto. In poco tempo il clan Modeo egemonizzò il controllo sulle attività illecite, quali: contrabbando di sigarette, estorsioni, usura e bische clandestine. Il clan iniziò però a dividersi quando i fratellastri di Antonio proposero di contrabbandare droga, in particolare l'eroina, ma Antonio rifiutò poiché porterebbe solo all'attenzione generale. I fratellastri decisero allora di organizzarsi in una struttura mafiosa indipendente che iniziò a smerciare eroina. Ciò portò a diversi dissapori tra i due clan e iniziò così la guerra. Per la guerra, i fratelli Modeo si allearono con Salvatore manomozza Annacondia, invece Antonio Modeo si alleò con le famiglie De Vitis e D’Oronzo. Nel luglio del 1989, Paolo De Vitis, padre di Salvatore, fu ucciso dai fratelli Modeo, il giorno dopo Cosima Ceci, madre dei fratelli Modeo, fu uccisa in risposta all'omicidio. In seguito all'omicidio di Cosima, un commando armato dei fratelli Modeo esplosero decine di colpi contro l'abitazione di Antonio Modeo, il quale però non era in casa e riuscì così a salvarsi. Il 31 agosto del 1989, Michele Galeone, fedelissimo e autista di Antonio Modeo, fu ucciso da due sicari in macchina. Il 28 ottobre 1989, giorno in cui Papa Giovanni Paolo II venne a Taranto, arrivò la risposta, un'autobomba esplose sotto l'abitazione di Claudio Modeo, senza causare vittime. Il 16 agosto 1990 Antonio Modeo fu ucciso da un commando mandato da Salvatore Annacondia. La guerra però non terminò. Nel gennaio del 1991, avvenne una sparatoria nel quartiere Tamburi in cui perse la vita una bambina di soli 6 mesi, il vero obbiettivo era il padre della bambina. L'ultimo evento avvenne il 1º ottobre 1991 quando un commando armato composto da tre sicari, due con passamontagna l'altro invece a volto scoperto, uccisero 4 persone innocenti nella cosiddetta strage della barberia, il vero obiettivo era un boss che si salvò dato che uscì poco prima che il commando arrivò. 
Dopo la strage, ci furono numerosi arresti, tra cui i fratelli Modeo trovati in una masseria bunker, che dimezzarono i clan e indebolirono il loro potere a Taranto.